# Pierre Margry
Pierre Athanase Margry, né le 9 décembre 1818 à Paris et mort le 27 mars 1894 à Paris (17e arrondissement), est conservateur-adjoint aux archives du ministère de la marine à Paris (1869) (NAF Ms9499, BNF, F° 405). 

## Biographie
Fils d'Antoine Aglaé Margry et de Marie Aimable Armand, Pierre Athanase Margry naît à Paris le 9 décembre 1818.
Ayant entamé sa carrière comme archiviste au ministère de la Marine et des Colonies en 1844, il devient par la suite conservateur adjoint aux Archives nationales. Il entretient une correspondance avec Henry Harrisse, historien franco-américain. Par son patient travail de transcription des manuscrits, il sort de l'oubli les grands aventuriers français des XVIIe et XVIIIe siècles, tels René-Robert Cavelier de LaSalle, Henri de Tonti, Pierre Le Moyne d'Iberville et Pierre Gaultier de Varennes et de La Vérendrye. Il contribue à développer la connaissance de l'histoire de la Nouvelle-France et du Canada français. Il démontre notamment que les La Vérendrye (Pierre et ses fils) sont les premiers découvreurs des Montagnes Rocheuses. Il publie d'ailleurs en 1886 une version du journal de Louis-Joseph Gaultier de La Vérendrye dans son ouvrage Découvertes et établissements des Français dans l'Ouest et dans le Sud de l'Amérique septentrionale.
Il est fait chevalier de la Légion d'honneur par décret du 12 mars 1870.
Louis-Joseph Papineau, alors qu'il était à Paris, a travaillé avec Pierre Margry, bénéficiant de son accès aux documents et de son érudition.
Pierre Margry meurt le 27 mars 1894 en son domicile du 9 rue Lécluse dans le 17e arrondissement de Paris.

## Ouvrages
- De la Démocratie en France, réponse à M. Guizot, 1849.
- Familles de la France coloniale. Les Rouer de Villeroy, 1851 (lire en ligne).
- Belain d'Esnambuc et les Normands aux Antilles : origines transatlantiques : d'après des documents nouvellement retrouvés, 1863 sur manioc.org
- Relations et mémoires inédits pour servir à l'histoire de France dans les Pays d'outre-mer, tirés des archives du ministère de la Marine et des colonies, 1867.
- Les Navigations françaises et la révolution maritime du XIVe au XVIe siècle, 1867.
- Un fils de Colbert, étude suivie de la correspondance du marquis d'Ormoy avec son père concernant les bâtiments du palais de Versailles et les travaux faits dans les environs, 1663-1704, 1873.
- Mémoires et documents pour servir à l'histoire des origines françaises des pays d'outre-mer. Découvertes et établissements des Français dans l'Ouest et dans le Sud de l'Amérique septentrionale, 6 vol., 1879-1888 : 1614-1698 1678-1685 1669-1698 1694-1703 1683-1724 1679-1754
- La Conquête et les conquérants des îles Canaries, nouvelles recherches sur Jean IV de Béthencourt et Gadifer de La Salle, le vrai manuscrit du Canarien, 1896 ; Correspondance.
- Lettres de Margry à Parkman : 1872-1892, publiées par Louis-Philippe Cormier, Ottawa : Éditions de l'Université d'Ottawa, 1977.